# Literatura iquiteña
La literatura iquiteña es la literatura escrita o producida en el área de la Ciudad de Iquitos. Por antonomasia, está estrechamente referida como núcleo de la literatura amazónica. 

## Historia

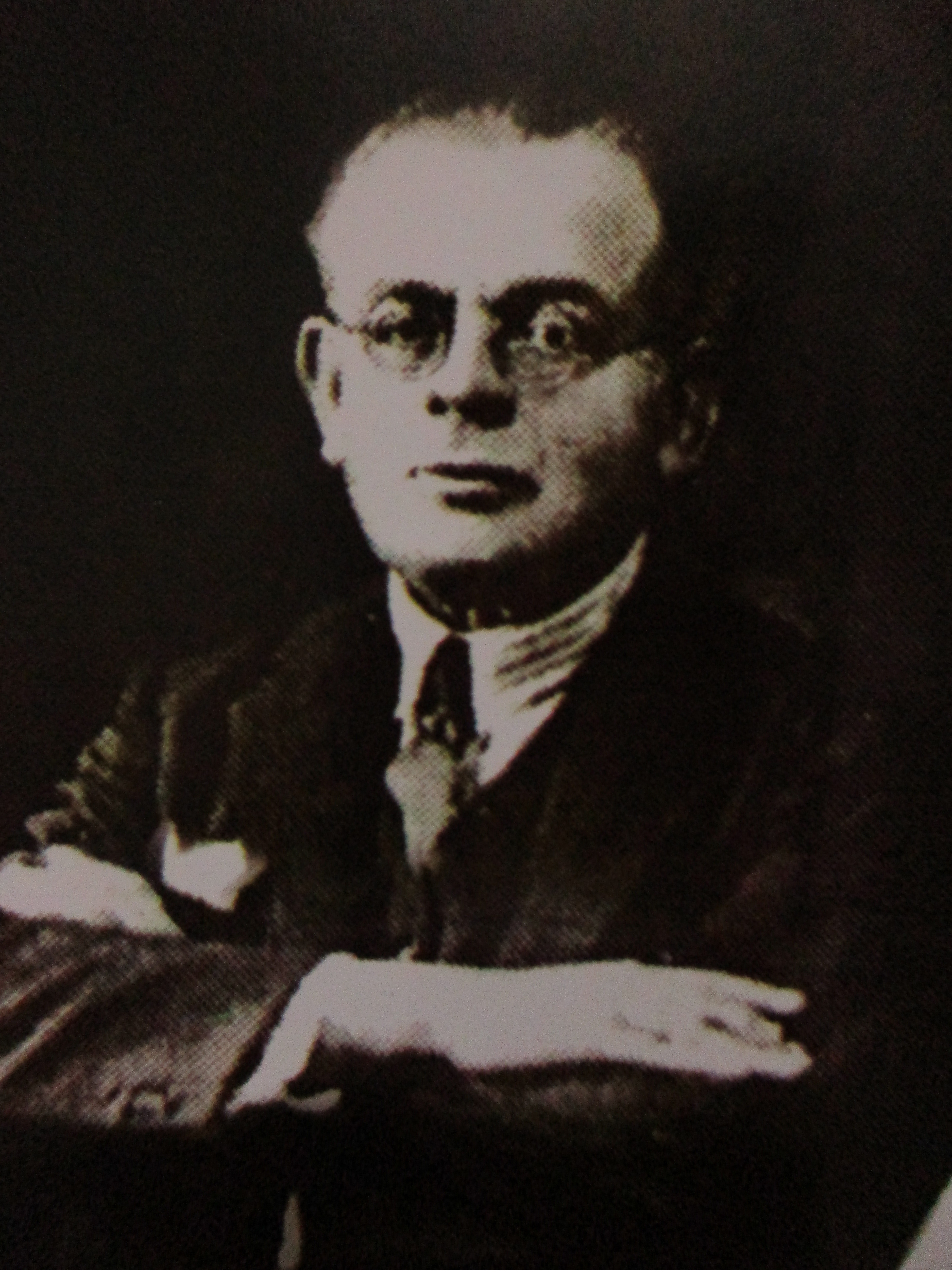
Genaro Herrera Torres
Es uno de los primeros y más destacados literatos de la República y que a pesar de haber nacido en Moyobamba sus obras tratan más sobre temas relacionados con Iquitos.

Durante su historia temprana, Iquitos fue un pueblo en plena transformación económica por la incipiente Fiebre del Caucho. Por lo tanto, la tradición literaria inició con las posibilidades cosmopolitas que entregaba el dinamismo de la época. La ciudad tuvo un proceso de modernización y urbanización que seguía el mismo ritmo de otras ciudades peruanas en la segunda mitad del siglo XX.
Los resultados del Fiebre del Caucho fueron centro de la literatura iquiteña temprana. En ese entonces, aparecieron La Cueva y La Liga, agrupaciones literarias que defendían posiciones políticas y analizaban la realidad cauchera. Varios escritores fueron perseguidos por denunciar los casos de explotación y asesinato durante la Fiebre. La producción durante ese período fue intensa y breve; se produjeron importantes obras como Cocolichadas de Jorge Rúnciman y Canto del Amazonas de Fabriciano Hernández. Los primeros indicios en el interés de la mitología de la Amazonia peruana se encuentra en la antología Leyendas y tradiciones de Loreto de Jenaro Herrera, el cual está producido con gran estilo.
César Augusto Velarde (1861-1941) es notable por su obra, Sacha-novela, por estar considerada a ser la primera novela amazónica. La novela también es notable por haber sido escrita después de la Revolución de Cervantes, un evento de grandes conflictos sociales luego de la caída de la Fiebre del Caucho. Subsiguientemente, la revista educativa Trocha aparece entre 1941 y 1942. Con un estilo muy influyente y pioneros de la literatura infantil amazónica, agrupó a varios escritores significativos como Juan Ramírez Ríos, Ana Sifuentes, Julio César de Pina y Peña, Marco Antonio Vértiz y Fernando Barcia, y muchos otros. La agrupación produjo cuantiosas obras literarias, del cual sobresale la novela de aventuras Sangama (1942) de Arturo D. Hernández. Sachachorro (1942) de César Lequerica se destaca por describir a un Iquitos cambiante.
La literatura iquiteña tiene un «etapa de ruptura» en los años 1950. Se caracteriza por el uso de nuevos recursos literarios y un enfrentamiento con el regionalismo; prevalece el arco del personaje y el realismo psicológico. En este período sobresalen obras como Días oscuros (1950) y Belén (1971) de Francisco Izquierdo Ríos.
Posteriormente, se fundó el grupo literario Bubinzana en homenaje a la novela Bubinzana, de Arturo D. Hernández, en la década de los 1960. Este estaba conformado por Jaime Vásquez Izquierdo, Javier Dávila, Róger Rumrrill, Teddy Bendayán y Manuel Túnjar. El estilo del grupo no persiguió el legado de las corrientes anteriores y tuvo una complicada relación intelectual con ciertos rasgos socioculturales. Entre los integrantes, Jaime Vásquez destacó a gran escala: publicó varias novelas, tales como Río Putumayo (1996), Cordero de Dios (1989 y 1991), Kontinente Negro (1998), entre otros.

## Rasgos
Los rasgos más comunes, entre los varios que se desarrollaron a lo largo de la historia, dentro de la literatura iquiteña incluyen:
- Regionalista: Una temática de muchas capas que se trata con bastante pasión y seriedad. Un amargado (1946) de Juan Ernesto Coriat es un ejemplo.
- Representación de la tradición oral: Descripción del dinamismo de la cultura narrativa del poblador iquiteño a través de los cuentos, el idioma y otros factores similares. Ejemplos de obras que incluyen este rasgon son Mal de gente (1943) y Ayahuasca (1939)  de Arturo Burga Freitas.
- Gran prevalencia mitológica: Existe un gran catálogo literario que destacan a la mitología de la Amazonia peruana como personajes ilustrativos o fuente de narración. Obras que incluyen esto destacan a la pionera Leyendas y tradiciones de Loreto de Jenaro Herrera, Cuentos amazónicos de Humberto del Águila Arriaga, y una incontable lista de obras de cuentos fantásticos.
- Contestario: Debido a la complicada historia que Iquitos sufrió por el olvido del Gobierno peruano, existen trabajos que ilustran esos escenarios como Sacha-novela de César Augusto Velarde.
- Interacción multicultural urbana: Describe al aspecto cosmopolita de la ciudad de Iquitos en diferentes aspectos, como personajes iquiteños de ascendencias extranjeras interactuando con la Amazonia, o extranjeros conociendo la ciudad. Obras como Cordero de Dios (1989 y 1991) de Jaime Vásquez Izquierdo incluye este rasgo.

Hay novelas que incluyen varios rasgos y atributos influyentes. Por ejemplo, la famosa novela Sangama (1942) de Arturo D. Hernández es regionalista, costumbrista, con menciones mitológica y curiosamente multicultural (encuentra la cultura amazónica con la andina). Se caracteriza por tener una arco narrativo muy marcado, con prevalencia en la peripecia y una importante entrada a la fantasía heroica.
A pesar de que Sangama es la obra más representativa de la selva peruana, el contenido ha sido discutido ampliamente por su controversial inclusión de la cosmovisión andina en la cultura amazónica, un movimiento que los escritores amazónicos «han desdeñado».

## Críticas
La literatura iquiteña recibió algunos análisis críticos. Ha sido calificada como «machista» por la considerable prevalencia de hombres a través de su historia. Entre la poca participación femenina en la literatura iquiteña, la poeta Ana Varela ha sido destacada como una notable figura literaria y por tomar «muy en serio la literatura».

## Eventos
Existe eventos importantes en Iquitos con respecto a su literatura:
- Festival del Libro y la Lectura Verde.[4]
- III Encuentro Intercultural de Literatura Amerindia (2014).[5]
- Semana de la Literatura Infantil Regional.[6]
- III Coloquio Internacional de Literatura Amazónica (2014).[7]